# Perizoma phidola
Perizoma phidola là một loài bướm đêm trong họ Geometridae.